# Axel Bohmeyer
Axel Bohmeyer (* 1975 in Georgsmarienhütte) ist ein deutscher Erziehungswissenschaftler, Theologe und Hochschullehrer. Seit 2013 ist er Vizepräsident der Katholischen Hochschule für Sozialwesen Berlin (KHSB).

## Leben
Axel Bohmeyer studierte ab 1996 zunächst Philosophie und dann katholische Theologie an der Philosophisch-Theologischen Hochschule Sankt Georgen in Frankfurt am Main. 1998 erreichte er dort das Bakkalaureat in Philosophie und 2001 das Diplom in katholischer Theologie. Es folgte 2002 das Diplom in Erziehungswissenschaften an der Johann Wolfgang Goethe-Universität Frankfurt am Main. Im Februar 2006 promovierte er zum Doktor der Philosophie an der Philosophischen Fakultät der Universität zu Köln.
Bohmeyer war von 2001 bis 2005 Mitarbeiter am Oswald von Nell-Breuning-Institut für Wirtschafts- und Gesellschaftsethik in Frankfurt am Main, ab Oktober 2005 Leiter der Geschäftsstelle des Berliner Instituts für christliche Ethik und Politik (ICEP) und von Oktober 2006 bis Oktober 2013 Geschäftsführer des ICEP.
Ab Oktober 2006 war Bohmeyer als Dozent für Anthropologie und Ethik an der Katholischen Hochschule für Sozialwesen Berlin tätig, seit Oktober 2009 lehrt er dort als Professor für Erziehungswissenschaft in den Studiengängen Kindheitspädagogik, Religionspädagogik, Heilpädagogik und Soziale Arbeit. Seine Schwerpunkte sind dabei Geschichte und Theorien von Bildung und Erziehung, Grundfragen der pädagogischen Anthropologie, Pädagogik der Lebensalter und die Beziehung zwischen Bildung und Partizipation. Seit 1. September 2013 ist er Vizepräsident der KHSB.
Außerdem lehrt er als Dozent im Masterstudiengang „Integrierte Versorgung psychotisch erkrankter Menschen“ an der International Psychoanalytic University Berlin.

## Veröffentlichungen
- Mit Uta Knolle-Tiesler, Gottfried Kössler: Schwierigkeiten mit Verantwortung und Schuld: Kirchen und Nationalsozialismus. Materialien und Vorschläge zur pädagogischen Arbeit. Fritz Bauer Institut, Frankfurt am Main 2001.
- Arbeitssucht als soziale Pathologie der Erwerbsarbeitsgesellschaft. Oswald-von-Nell-Breuning-Institut für Wirtschafts- und Gesellschaftsethik, Frankfurt am Main 2002.
- Hrsg. mit Johannes J. Frühbauer: Profile: Christliche Sozialethik zwischen Theologie und Philosophie. Lit Verlag, Münster 2005, ISBN 978-3-8258-7649-4.
- Jenseits der Diskursethik. Christliche Sozialethik und Axel Honneths Theorie sozialer Anerkennung. Aschendorff, Münster 2006, ISBN 978-3-402-00573-6 (= Dissertation).
- Das  Menschenrecht  auf Bildung: anthropologisch-pädagogische Zugänge. In: Lothar Krappmann, Andreas Lob-Hüdepohl, Axel Bohmeyer, Stefan Kurzke-Maasmeier (Hrsg.): Bildung für junge Flüchtlinge – ein Menschenrecht. Erfahrungen, Grundlagen und Perspektiven. Bertelsmann, Bielefeld 2009, S. 113–122.
- Hrsg. mit Werner Veith, Alexander Filipović, Christoph Krauß: Anthropologie und christliche Sozialethik: theologische, philosophische und sozialwissenschaftliche Beiträge. Aschendorff, Münster 2010, ISBN 978-3-402-10634-1.
- Ethische Deliberationsprozesse in der Organisation Krankenhaus – soziologische, moralpädagogische und bildungstheoretische Zugänge. In: Andreas Heller, Thomas Krobath (Hrsg.): Ethik organisieren. Handbuch der Organisationsethik. Lambertus, Freiburg im Breisgau 2010, S. 789–805.
- Anerkennung und menschliche Natur – eine anthropologisch-naturrechtliche Verortung der Anerkennungstheorie. In: Christian Spieß (Hrsg.): Freiheit – Natur – Religion. Studien zur Sozialethik. Arno Anzenbacher zum 70. Geburtstag. Schöningh, Paderborn – München – Wien – Zürich 2010, S. 347–367.
- Anerkennung des Anderen. Zur moraltheoretischen Vertiefung einer Philosophie der Befreiung. In: Volker Stümke, Matthias Gillner (Hrsg.): Friedensethik im 20. Jahrhundert. Kohlhammer, Stuttgart 2011, S. 119–133.
- Wer spricht für wen? Eine moralphilosophische Reflexion anwaltschaftlicher Ethik- und Politikberatung in bioethischen Kontexten. In: A. Katarina Weilert, Philipp W. Hildmann(Hrsg.): Ethische Politikberatung. Nomos, Baden-Baden 2012, S. 167–181.
- Religiosität und Psychose – religiöse Erfahrungen im Trialog. Psychose und Religiosität: Ein lebensweltorientierter und anthropologischer Zugang. In: Jürgen Armbruster, Peter Petersen,  Kathrin Ratzke: Spiritualität und seelische Gesundheit. Psychiatrie Verlag, Köln 2013, S. 229–237.
- Die Bibel als Herausforderung für ein säkulares Selbstverständnis Sozialer Arbeit. In: Jens Ehebrecht-Zumsande, Andreas Leinhäupl (Hrsg.): Handbuch Bibel-Pastoral. Zugänge – Methoden – Praxisimpulse. Schwabenverlag, Ostfildern 2018, S. 51–54.
- Christen und Rechtsextremismus. In: Klaus Ahlheim, Christoph Kopke: Handlexikon Rechter Radikalismus. Klemm + Oelschläger, Ulm 2017, S. 27–28.
- Soziale Arbeit: Säkulare Selbstverständnisse, religiöse Bezüge und lebensweltorientierte Zugänge zur Religion. In: Kathrin Hahn, Matthias Nauerth, Michael Tüllmann, Sylke Kösterke (Hrsg.): Religionssensibilität in der Sozialen Arbeit. Positionen, Theorien, Praxisfelder. Kohlhammer, Stuttgart 2017, S. 53–64.